# Диэтилтолуамид
Диэтилтолуамид (ИЮПАК: N,N-Диэтилметилбензамид, устаревшее N,N-Диэтилметатолуамид), ДЭТА, англ. DEET, Диэтиламид толуиловой кислоты — органическое химическое соединение, репеллент. Существует в виде трёх изомеров: 2-, 3- и 4- (соответственно, орто-, мета- и пара-), в качестве репеллента применяется 3- (мета-) изомер (3-диэтилтолуамид, мета-диэтилтолуамид, м-диэтилтолуамид).
м-Диэтилтолуамид широко применяется в средствах для отпугивания кровососущих насекомых, предназначенных для нанесения на кожу и одежду.

## История
ДЭТА был синтезирован Сэмюэлем Гертлером в 1946 году в Министерстве сельского хозяйства США для применения армией США для защиты личного состава в регионах с большим количеством кровососущих насекомых.
В 1957 году репеллент появился в гражданском обороте.
С середины XX века диэтилтолуамид широко применяется в качестве средства для отпугивания комаров, он используется в большинстве выпускаемых по всему миру репеллентов. К XXI веку репелленты на основе ДЭТА использованы миллиарды раз.

## Физические свойства
3-Диэтилтолуамид (м-диэтилтолуамид) представляет собой прозрачную почти бесцветную жидкость. Плавится при температуре ниже 25 °C, при 288–292 °C происходит термолиз.
Плотность м-диэтилтолуамида при 20 °C — 1,0095.
Все изомеры диэтилтолуамида практически не растворяются в воде.

## Биологическое действие
Диэтилтолуамид (ДЭТА) эффективно отпугивает кровососущих насекомых.
3-Диэтилтолуамид обладает наркотическим действием.
2-Диэтилтолуамид — наиболее токсичный из изомеров, 4-диэтилтолуамид — наименее. При введении крысам в желудок ЛД50 для 2-диэтилтолуамида составляет 1,21 г/кг, для 3-диэтилтолуамида — 2,0 г/кг, для 4-диэтилтолуамида — 2,3 г/кг. При пероральном введении ЛД50 для 3-диэтилтолуамида — 3,7 г/кг, при его подкожном введении — 0,8 г/кг.
Смертельные дозы вещества вызывают у крыс кратковременное возбуждение, нарушение координации движений, судороги.
Вещество может проникать через кожу, при повышении температуры абсорбция через кожу усиливается. В экспериментах высокие дозы аппликации диэтилтолуамида (4 г/кг) вызывали смерть у части мышей.

## Механизм действия
Диэтилтолуамид отпугивает комаров и других кровососущих насекомых, а также влияет на обонятельные рецепторы насекомых и дезориентирует насекомых, искажая восприятие запахов. Как минимум, некоторые виды комаров чувствуют запах репеллента и избегают его.
В сенсиллах на усиках комара имеется нейрон, который возбуждается под воздействием диэтилтолуамида как кровососущих самок, так и питающихся только нектаром самцов комаров. Насекомые чувствуют присутствие паров ДЭТА в воздухе и перемещаются туда, где концентрация этого вещества ниже.

## Синтез
Диэтилтолуамид получают стандартными методами синтеза амидов карбоновых кислот через хлорангидриды: м-толуиловую кислоту действием тионилхлорида переводят в соответствующий хлорангидрид, из которого затем действием диэтиламина получают диэтиламид м-толуиловой кислоты (диэтилтолуамид):

## Репелленты
N,N-Диэтил-мета-толуамид (ДЭТА) используется в качестве активного вещества в составе многих персональных репеллентов.
Репеллент «ДЭТА» — состав на основе диэтилтолуамида, полужидкая пастообразная масса белого цвета с резким сладковатым запахом. Эффективно защищает от укусов кровососущих насекомых (комары, мокрецы, москиты, мошки, слепни, блохи, кровососущие мухи), клещей и других.
Получила распространение в СССР, выпускалась в форме алюминиевых тюбиков и стеклянных аптекарских банок. На упаковке идентифицировалась как «средство от комаров», однако пригодна для отпугивания и других насекомых. Применяется наружно, предназначена для нанесения на открытые участки тела, а также на одежду.
В настоящее время выпускается ряд продуктов под этим названием (и рядом схожих) в различной форме (крем, гель, карандаш, аэрозоль, эмульсия).
Составы, содержащие 25 % ДЭТА, являются эффективными репеллентами. Они защищают человека от укусов насекомых до 4 часов. При превышении этого времени достаточная защита не обеспечивается и состав нужно наносить снова.

## Безопасность
При использовании по инструкции репелленты на основе ДЭТА не приносят вреда здоровью человека или окружающей среде.
Токсичность м-диэтилтолуамидов низкая, ЛД50 м-диэтилтолуамида для крыс — 2 г/кг.
Однократно нанесённый на кожу диэтилтолуамид из расчёта 83 мг/кг массы тела не оказывает побочного действия.
Повторно нанесённый на кожу диэтилтолуамид не вызывает сенсибилизации.
Длительное ежедневное применение репеллента с диэтилтолуамидом у некоторых людей может вызвать контактный дерматит, реже встречаются угреподобные высыпания.

### Влияние на окружающую среду
Хотя для оценки возможного воздействия ДЭТА на окружающую среду было проведено не так много исследований, диэтилтолуамид, как умеренно токсичный пестицид, непригоден для использования рядом с источниками воды. Хотя ДЭТА не склонен к биоаккумуляции, была установлена его небольшая токсичность для некоторых видов рыб, таких как радужная форель и тилапия, и некоторых видов пресноводного зоопланктона.
Небольшие количества диэтилтолуамида были также обнаружены в водоёмах в результате его производства и использования, в таких, как Миссисипи и в её притоках, где проведённое в 1991 году исследование показало уровни ДЭТА от 5 до 201 нг/л.
Диэтилтолуамид также был связан со снижением популяции анаконды в некоторых регионах интенсивного туризма в Боливии.

## В культуре
Репеллент «ДЭТА» упоминается в песне Майка Науменко «Лето»: «Лето! / От комаров спасенья нету, / А в магазинах нету „Дэты“. / В почёте доноры у нас!»